# توپولف دی‌بی-۱
توپولف دی‌بی-۱ (به انگلیسی: Tupolev DB-1) یک هواگرد ساختِ کارخانهٔ توپولف در کشور اتحاد جماهیر سوسیالیستی شوروی است. نخستین استفاده‌کنندهٔ این هواپیما نیروی هوایی شوروی بوده‌است. این هواگرد برای نخستین بار در ۱۹۳۴ میلادی مورد استفاده قرار گرفت.